# Codex Seraphinianus
Codex Seraphinianus, původně publikovaný v roce 1981, je ilustrovaná encyklopedie fantastického imaginárního světa. Byl vytvořen italským umělcem, architektem a průmyslovým designérem Luigim Serafini mezi lety 1976 a 1978. Obsahuje zhruba 360 stran a je napsán ve smyšleném, imaginárním jazyce.
Původně byl publikován v Itálii, ale později byl vydán i v dalších zemích.

## Popis
Encyklopedický rukopis je doplněn bohatými ručně kreslenými barevnými, bizarními anatomickými nákresy a fantastickými ilustracemi flóry, fauny, módy, potravin, atd.  Bývá přirovnáván k dosud nerozluštěnému Voynichovu rukopisu, povídce Tlön, Uqbar, Orbis Tertius od Jorge Luise Borgese a uměleckým dílům MC Eschera  a Hieronyma Bosche .
Ilustrace jsou často surreálními parodiemi výjevů z reálného světa. Například krvácející ovoce, rostlina která roste ve tvaru připomínajícím židli, a je tedy později v židli upravena, či kopulující pár, který postupně metamorfuje v aligátora. Jiné kresby zobrazují prapodivné, zdánlivě nesmyslné stroje (často působí křehkým dojmem nebo jsou spojené tenkými vlákny). Zatímco v některých ilustracích lze rozpoznat obrysy lidských tváří či map, jiné (obzvlášť v kapitole o fyzice) jsou zcela abstraktní. Prakticky všechny ilustrace jsou však výrazně barevné a velmi detailní. 

## Jazyk rukopisu
Smyšlený jazyk, ve kterém je celý kodex napsán, vykazuje znaky západních psacích systémů. Text se čte zleva doprava v řádcích a abeceda rozlišuje velká a malá písmena, z nichž některá představují zároveň číslice. Některá písmena se objevují pouze na začátku nebo na konci slova, podobně jako u semitských jazyků. Provazy či nitě evokující písmena, vlnící se ve smyčkách (občas dokonce nesou uzly), připomínají Sinhálštinu.
Serafini sám v roce 2009 v přednášce na Oxfords University Society of Bibliophiles prohlásil, že texty v rukopisu jsou zcela nesémantické. Mají čtenáři přiblížit pocit dětí, prohlížejících si knihy – ačkoli nedokáží číst, ví, že dospělí textu rozumí.

## Obsah
Kodex je rozdělen do 11 kapitol a dvou sekcí s obsahem a doslovem. Formou věrně kopíruje běžné encyklopedie. Popisuje nejen roztodivnou floru (prapodivné květiny či migrující stromy) a faunu (surreální variace zvířat) a podivné dvounohé tvory, ale i fyziku, chemii či bizarní stroje. Obsahuje i kapitoly zabývající se „humanitárními“ vědami, otázkou sexuality či historií a tradicemi, písmem, jídlem, sociálními zvyklostmi, hrami, sporty i architekturou.
Na rozdíl od běžných encyklopedií, snažících se upevnit vědění jedné konkrétní epochy, v Serafiniho fantastickém manuskriptu není pevně dáno nic. Strukturovanou a vědeckou formu knihy staví v kontrast snaze katalogizovat přitažlivě nestálý svět plný měnících se forem.